# Шрётер, Корона
Корона Шрётер (нем. Corona Elisabeth Wilhelmine Schröter; 14 января 1751, Губен, Бранденбург — 23 августа 1802[…], Ильменау) — немецкая актриса

 и оперная певица.

## Биография
Корона Шрётер родилась в семье гобоиста полка графа Брюльского Иоганна Фридриха Шрётера и Марии Регины, дочери обувщика и кожевника. У Короны было два брата (Иоганн Самуэль и Генрих) и сестра Мария Генриетта.
После переезда семьи в Лейпциг Корона обучалась пению у Иоганна Адама Гиллера. В Лейпциге Корона познакомилась с Гёте, на которого она произвела большое впечатление.
В 1776 году по предложению Гёте Корона получила место придворной вокалистки и камерной певицы в Веймаре, кроме того она давала уроки вокала, например, юной Кристиане Нойман. Благодаря своим актёрским талантам Корона стала примой любительского театра Гёте и в частности первой исполнительницей заглавной роли в «Ифигении в Тавриде». В Веймаре Корона посещала занятия в поддерживаемой Гёте Княжеской школе рисования.
Начиная с 1788 года Корона Шрётер отошла от придворной жизни и в 1802 году умерла от туберкулёза в Ильменау в присутствии своей давней подруги Вильгельмины Пробст. Похоронена на Ильменауском кладбище. В память о Короне Шрётер её имя носит одна из школ в Губене и улица в южной части Ильменау.